# 杉山和之
杉山 和之（すぎやま かずゆき、1979年  - ）は、日本の刑法学者。志學館大学法学部専任講師。博士(法学)　（日本大学）。

## 人物
専門は刑法。責任論　刑罰論など。
中央学院大学法学部(指導教授・齊藤信宰)卒業後、一橋大学大学院法学研究科修士課程(指導教授・橋本正博)を経て、日本大学大学院法学研究科博士後期課程(指導教授・船山泰範)修了。

## 略歴
- 2001年3月　中央学院大学法学部卒業
- 2004年3月　一橋大学大学院法学研究科修士課程修了
- 2011年3月　日本大学大学院博士後期課程修了
- 2009年4月　洗足こども短期大学非常勤講師
- 2010年9月　日本橋学館大学非常勤講師
- 2011年4月　日本大学通信教育部非常勤講師
- 2012年4月　日本大学法学部非常勤講師
- 2012年4月　日本大学工学部非常勤講師
- 2013年4月　志學館大学法学部専任講師

## 論文
- 「刑事法部門 詐欺罪について」（翻訳：クラウス・ゲッペルト著）（永田誠,フィーリプ・クーニヒ編集代表『法律学的対話におけるドイツと日本 : ベルリン自由大学・日本大学共同シンポジウム』信山社、2006年所収）